# Ломов (Оппоков) Георгій Іполитович
Ло́мов Георгій Іполитович (справжнє прізвище Оппоков; 5 лютого 1888, місто Саратов, тепер Російська Федерація — розстріляний 2 вересня 1937, місто Москва) — партійний і радянський діяч, голова правління тресту «Донвугілля». Член ЦК КП(б)У в листопаді 1927 — червні 1930 р. Член Політбюро ЦК КП(б)У в листопаді 1927 — 1930 року. Член ЦК РКП(б) в серпні 1917 — лютому 1918 р., березні 1918 — березні 1919 р., грудні 1927 — січні 1934 р. Кандидат в члени ЦК РКП(б) в грудні 1925 — грудні 1927 р. Член Комісії радянського контролю при РНК СРСР та член Бюро Комісії радянського контролю при РНК СРСР у 1934—1937 роках.
Двоюрідний брат Михайла Грушевського.

## Життєпис
Народився в місті Саратові в родині керуючого Саратовського відділення державного банку.
Член РСДРП з грудня 1903 року.
З 1903 по 1904 рік працював на мімеографі та гектографі і Саратовській організації РСДРП. У 1905 році був пропагандистом Волзької судохідної організації РСДРП у бойових дружинах і серед робітників. Від 1905 по 1907 рік — член Саратовського комітету РСДРП.

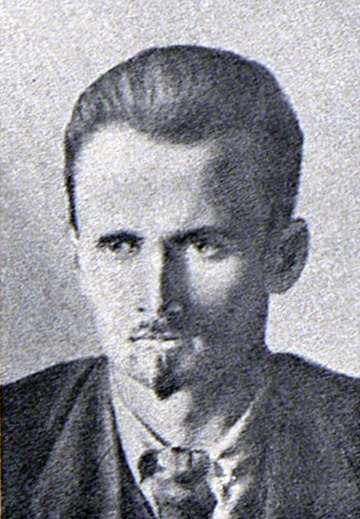
Георгій Ломов

У 1906 році закінчив 2-у Саратовську гімназію. Від 1906 по 1910 рік навчався на юридичному факультеті Петербурзького університету.
У 1906 році — партійний організатор Миколаївської залізниці в Санкт-Петербурзі. З квітня по жовтень 1907 року — член Іваново-Вознесенського комітету РСДРП, з жовтня 1907 по жовтень 1908 року — член Московського окружного і міського комітетів РСДРП. З жовтня 1908 по червень 1910 року — член Московського і Петербурзького комітетів РСДРП, відповідальний організатор Лефортовського району, секретар Петербурзького комітету РСДРП.
У липні 1910 року заарештований і до червня 1911 року перебував у в'язницях Санкт-Петербурга та Саратова. У 1911—1913 роках — на засланні в Архангельській губернії, з липня 1911 по жовтень 1912 року брав участь у наукових експедиціях по Північному Льодовитому океану на Хрестовську губу біля Нової Землі та на півострів Канін.
У 1913 році екстерном склав екзамени на державно-економічному відділенні юридичного факультету Петербурзького університету.
У грудні 1913 — квітні 1914 року — помічник присяжного повіреного, партійний організатор Лефортовського району, співробітник газети «Правда» в Москві.
У квітні 1914 року заарештований, засланий в Саратов. У липні 1914 — квітні 1916 року — помічник присяжного повіреного, редактор органу РСДРП(б) «Наша газета» в Саратові.
У 1916 — лютому 1917 — на засланні в селі Качуг Верхоленського повіту Іркутської губернії в Східному Сибіру.
Після Лютневої революції 1917 повернувся до Москви. 

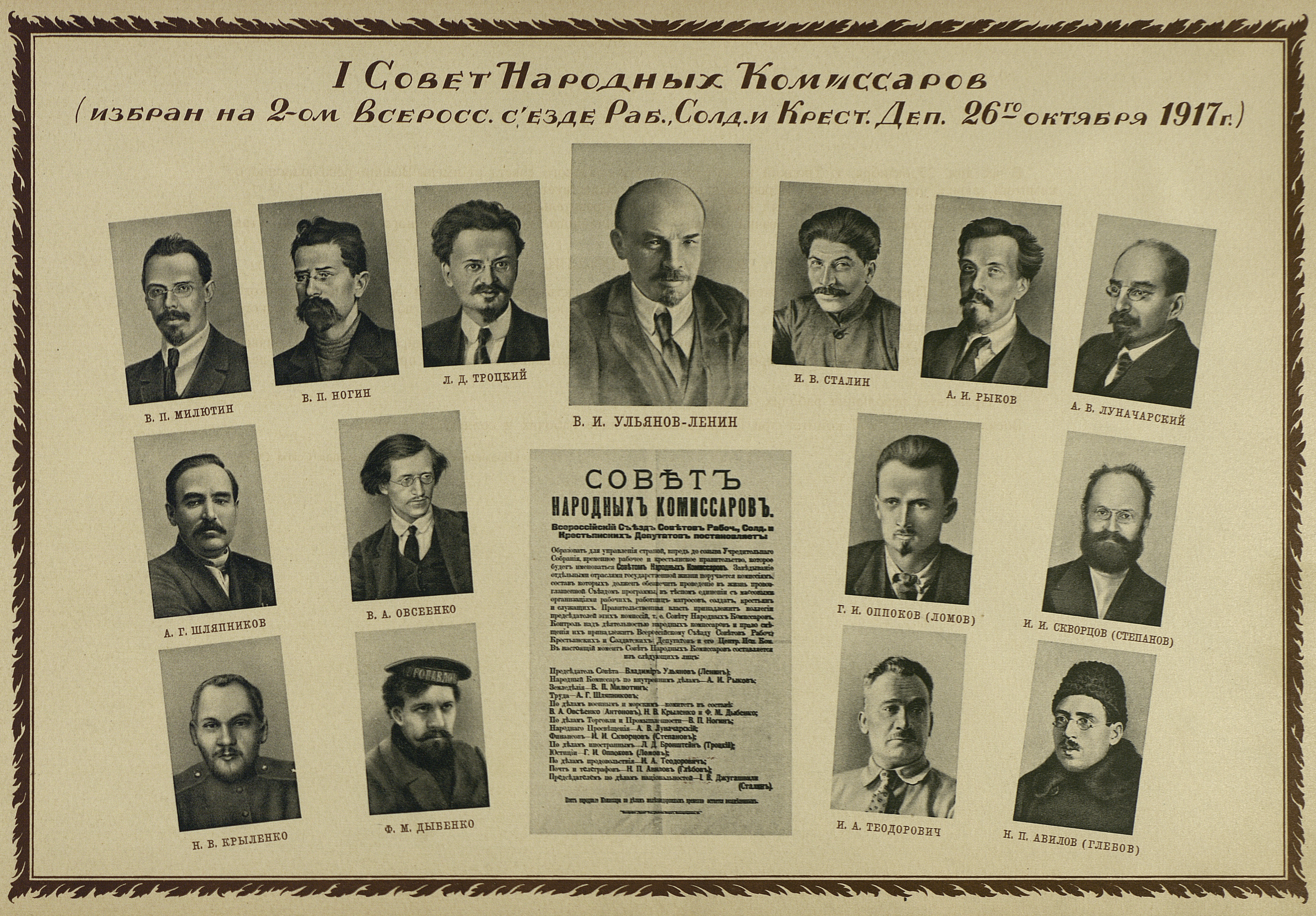
Перший склад Ради народних комісарів РСФРР

Від березня 1917 року — член Московського обласного бюро РСДРП(б), з червня 1917 по січень 1918 року — товариш (заступник) голови Московської ради робітничих депутатів, у листопаді 1917 року — один з керівників військово-революційного комітету Москви.
З 27 жовтня (9 листопада) по 16 (29) листопада 1917 року — народний комісар юстиції Російської Радянської Республіки.
З січня по 23 лютого 1918 року — заступник голови і член Президії Вищої ради народного господарства (ВРНГ) РРФСР. У лютому 1918 року виступив проти Брестської угоди з Німеччиною, вважався «лівим комуністом».
У 1918—1921 роках — комісар народного господарства Московської обласної ради народних комісарів, заступник голови і член Президії Вищої ради народного господарства (ВРНГ) РСФРР.
У червні — грудні 1921 року — голова Сибірського промислового обласного бюро ВРНГ РРФСР, член Сибірського бюро ЦК РКП(б), член Сибірського революційного комітету в Новомиколаївську.
У грудні 1921 — вересні 1923 року — голова Уральської економічної ради, член Уральського бюро ЦК РКП(б) у Єкатеринбурзі.
У вересні 1923 — серпні 1926 року — голова Всеросійського синдикату нафтової промисловості «Нафтосиндикат», член президії ВРНГ СРСР у Москві.
У серпні 1926 — листопаді 1929 року — керуючий Державного тресту із виробництва і продажу кам'яного вугілля і антрациту «Донвугілля» в Харкові (УСРР). Домагався збільшення інвестицій у вугільну промисловість Донбасу, вів дискусії з Ф. Дзержинським з цього приводу.
30 листопада 1929 — січні 1931 року — голова Державного всесоюзного об'єднання нафтової і газової промисловості «Союзнафта», член президії ВРНГ СРСР у Москві.
У січні 1931 — січні 1934 року — заступник голови Державної планової комісії при Раді праці і оборони СРСР (Держплану СРСР).
У березні 1934 — 9 червня 1937 року — член Бюро та керівник групи паливної промисловості Комісії радянського контролю при РНК СРСР.
У різні роки був делегатом VI—XII, XIV—XVII з'їздів РКП(б)—ВКП(б). Не раз обирався кандидатом у члени ЦК ВКП(б) та членом ЦК ВКП(б).
28 серпня (за деякими даними — 25 червня) 1937 року заарештований органами НКВС. Засуджений Воєнною колегією Верховного суду СРСР 2 вересня 1937 року до страти, розстріляний того ж дня. Похований на Донському кладовищі Москви.
18 січня 1956 року реабілітований, 14 лютого 1956 року посмертно відновлений у партії.